# Hans Steiger
Hans Steiger fue un deportista suizo que compitió en remo como timonel. Ganó una medalla de oro en el Campeonato Europeo de Remo de 1923, en la prueba de cuatro con timonel.

## Palmarés internacional
| Campeonato Europeo | Campeonato Europeo | Campeonato Europeo | Campeonato Europeo |
| Año                | Lugar              | Medalla            | Prueba             |
| ------------------ | ------------------ | ------------------ | ------------------ |
| 1923               | Como (Italia)      | Medalla de oro     | Cuatro con timonel |